# Rosses Point
Rosses Point es una localidad situada en el condado de Sligo de la provincia de Connacht (República de Irlanda), con una población en 2016 de 883 habitantes.
Se encuentra ubicada al noroeste del país, cerca de la montaña Benbulbin y de la costa del océano Atlántico.

## Lugares de interés
- Monumento "Esperando en la Costa": Situado cerca de la estación de botes salvavidas del RNLI, es una estatua que representa a una mujer extendiendo los brazos hacia el mar. Una placa en la base incluye lo siguiente:

Perdido en el mar, perdido en el mar
O en la marea vespertina
Te amamos, te extrañamos
Que Dios te acompañe.

- Naufragios españoles: En 1985, en Streedagh Strand, al norte de Rosses Point, arqueólogos marinos descubrieron los restos de tres barcos de la Armada Española: La Lavia, La Juliana y Santa María de Vison, que una tormenta empujó hacia esta costa en septiembre de 1588.